# Vertigo (mollusque)
Pour les articles homonymes, voir Vertigo.
Genre
Vertigo est un genre de mollusques appartenant à la famille des Vertiginidae ou des Pupillidae, comprenant 39 espèces selon ITIS.

## Liste d'espèces
- Vertigo alabamensis G. H. Clapp, 1915
- Vertigo allyniana S. S. Berry, 1919
- Vertigo alpestris Alder, 1838
- Vertigo andrusiana Pilsbry, 1899
- Vertigo angustior Jeffreys, 1830
- Vertigo arthuri von Martens, 1882
- Vertigo berryi Pilsbry, 1919
- Vertigo binneyana Sterki, 1890
- Vertigo bollesiana (E. S. Morse, 1865)
- Vertigo californica (Rowell, 1861)
- Vertigo clappi Brooks & Hunt, 1936
- Vertigo columbiana (Pilsbry & Vanatta, 1900)
- Vertigo concinnula Cockerell, 1897
- Vertigo conecuhensis G. H. Clapp, 1915
- Vertigo dalliana Sterki, 1890
- Vertigo elatior Sterki, 1894
- Vertigo genesii Muller, 1774
- Vertigo gouldi (A. Binney, 1843)
- Vertigo hebardi Vanatta, 1912
- Vertigo hinkleyi Pilsbry, 1921
- Vertigo idahoensis Pilsbry, 1934
- Vertigo meramecensis Van Devender, 1979
- Vertigo milium (Gould, 1840)
- Vertigo modesta (Say, 1824)
- Vertigo morsei Sterki, 1894
- Vertigo moulinsiana - Vertigo de Des Moulins
- Vertigo nylanderi Sterki, 1909
- Vertigo occidentalis Sterki, 1907
- Vertigo oralis Sterki, 1898
- Vertigo oscariana Sterki, 1890
- Vertigo ovata Say, 1822
- Vertigo paradoxa Sterki, 1900
- Vertigo parvula Sterki, 1890
- Vertigo perryi Sterki, 1905
- Vertigo pygmaea (Draparnaud, 1801)
- Vertigo rowelli (Newcomb, 1860)
- Vertigo rugosula Sterki, 1890
- Vertigo sterkii Pilsbry, 1919
- Vertigo teskeyae Hubricht, 1961
- Vertigo tridentata Wolf, 1870
- Vertigo ventricosa (E. S. Morse, 1865)
- Vertigo wheeleri Pilsbry, 1928